# Médersa El Achouria

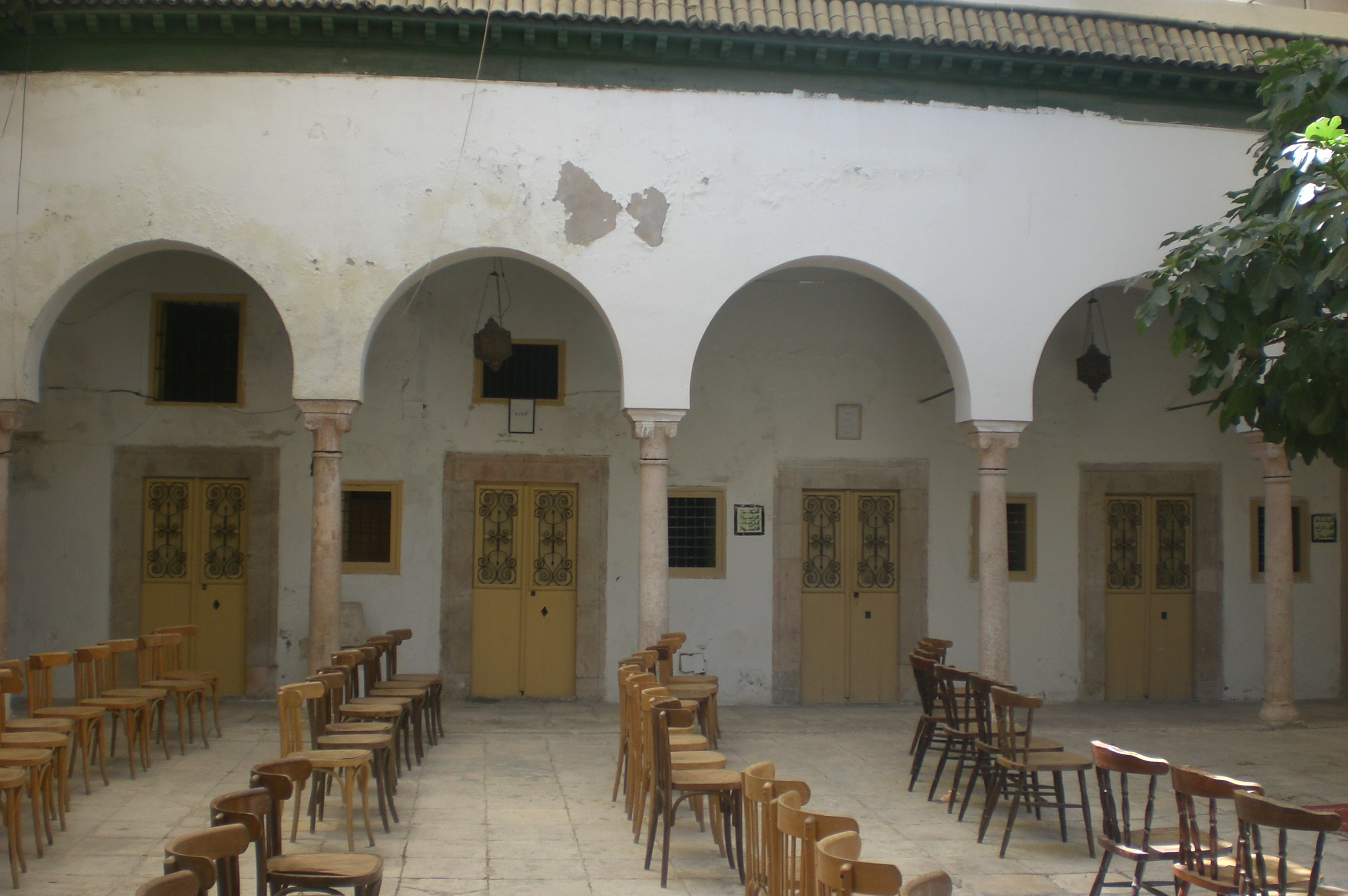
Cour de la médersa

La médersa El Achouria est l'une des médersas de la médina de Tunis. Construite pendant la période ottomane, elle est classée comme monument historique par le décret du 19 octobre 1992.

## Emplacement
Située au numéro 62 de la rue Haouanet Achour dont elle tire son nom, c'est l'unique médersa de la ville qui possède un minaret, d'une hauteur de 15,30 mètres.
Elle est bâtie sur les vestiges de la médersa Ibn Tafargine.

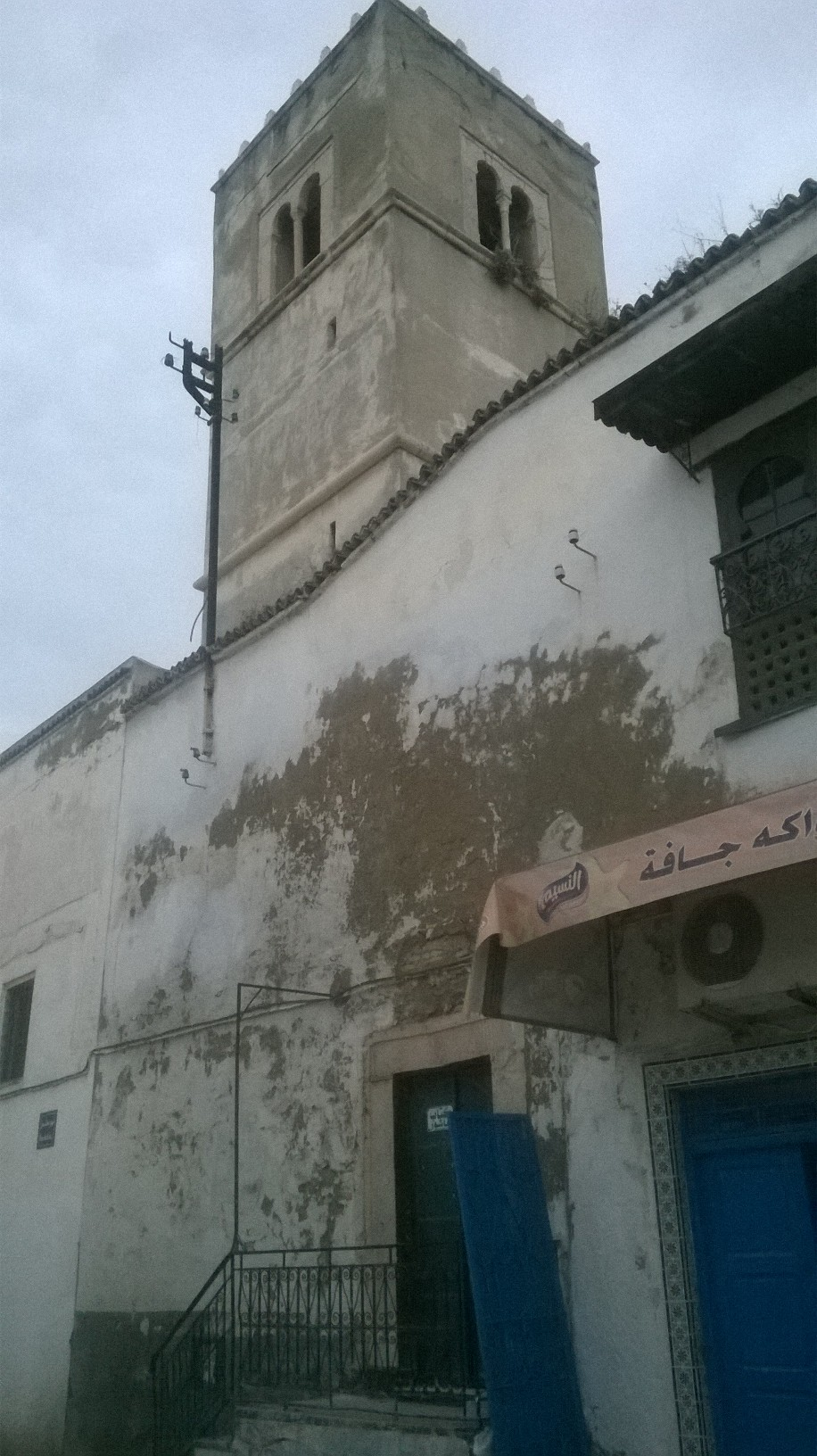
Minaret de la médersa
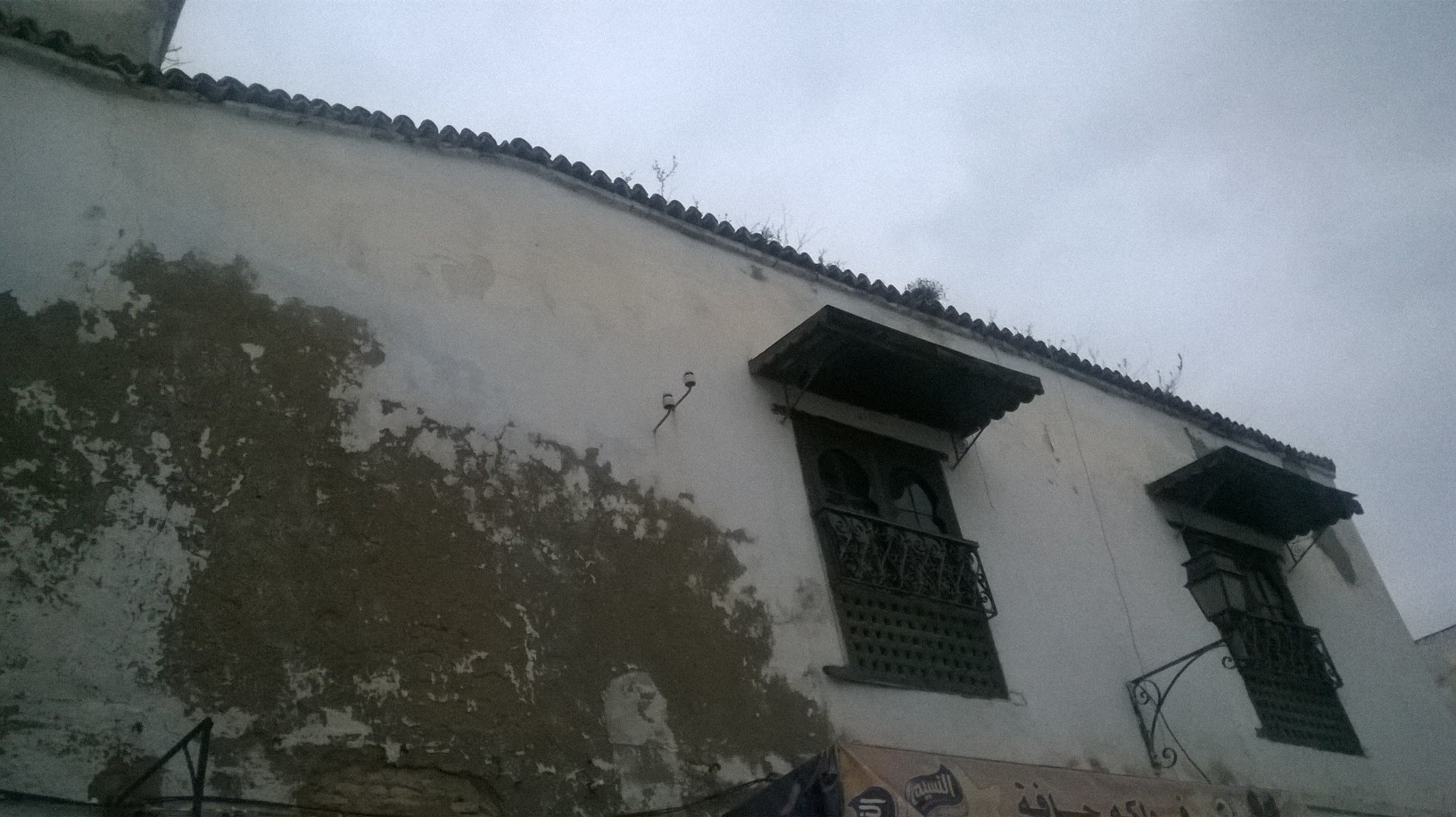
Façade de la médersa
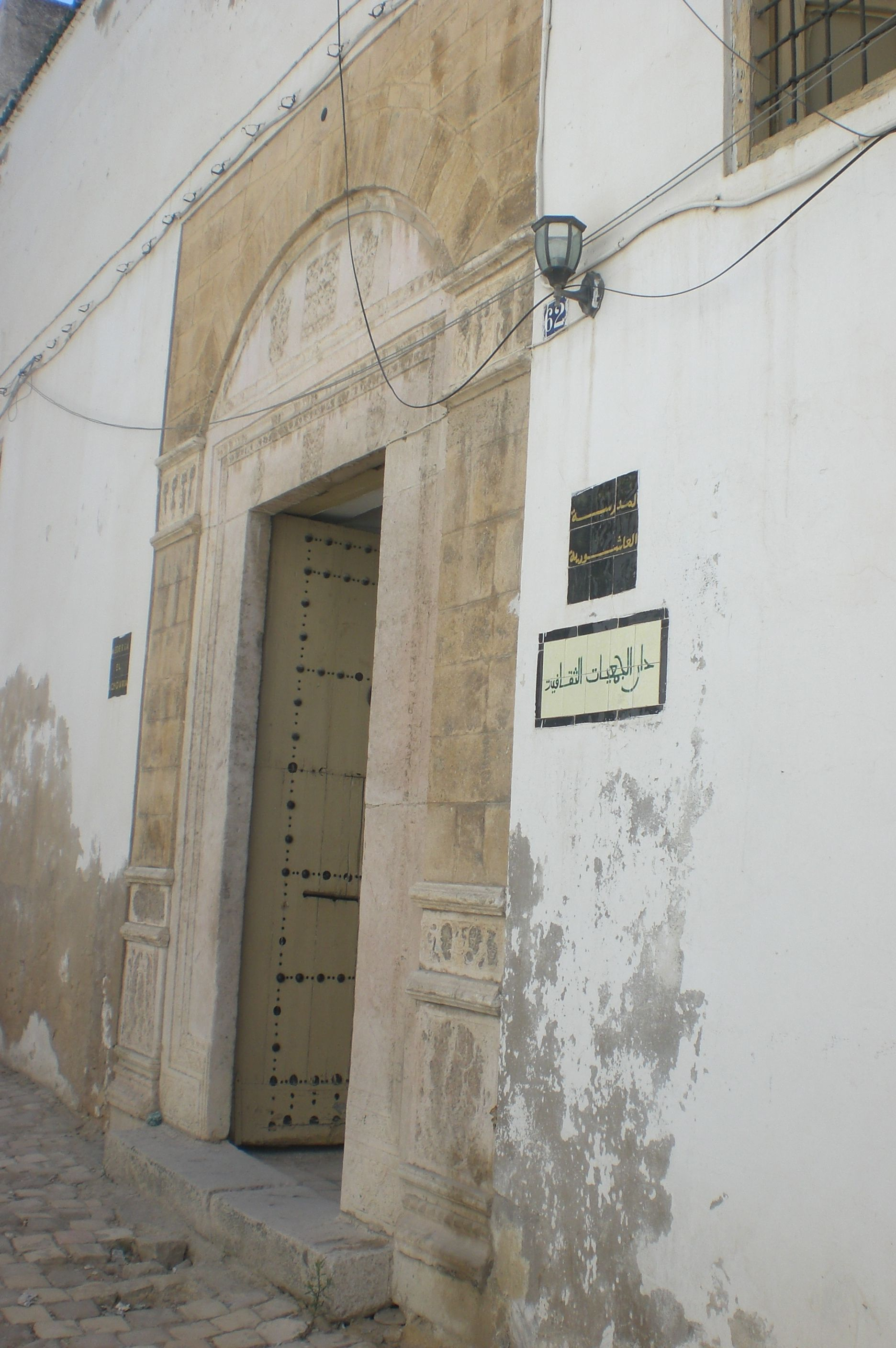
Porte de la médersa
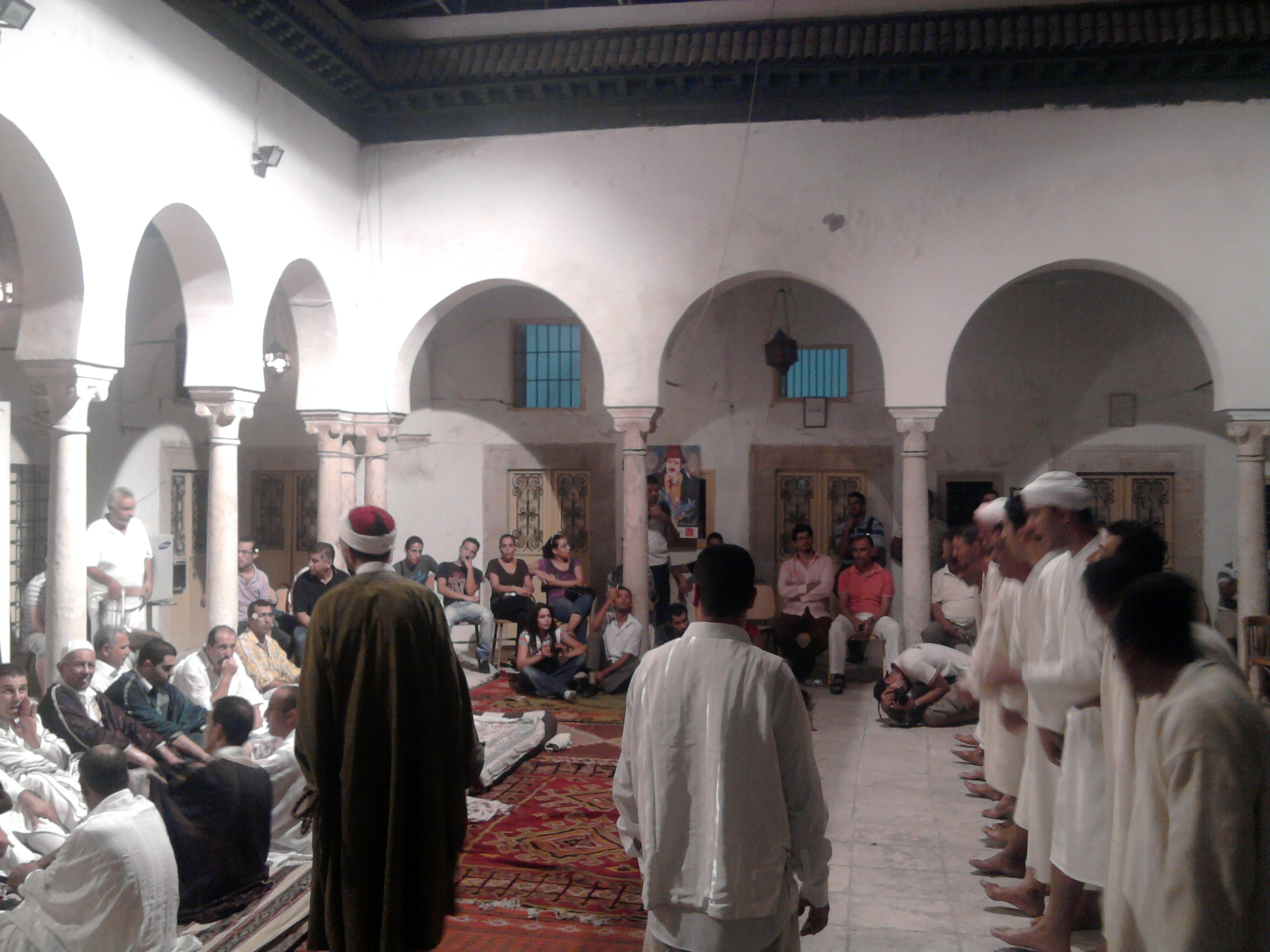
Soirée dans la cour